# The Distance to Here
The Distance to Here – album amerykańskiej grupy rockowej Live. Wydany został 5 października 1999 roku. Nagrania dotarły do 4. miejsca listy Billboard 200 w USA.

## Lista utworów
1. "The Dolphin's Cry"
2. "The Distance"
3. "Sparkle"
4. "Run to the Water"
5. "Sun"
6. "Voodoo Lady"
7. "Where Fishes Go"
8. "Face and Ghost"
9. "Feel the Quiet River Rage"
10. "Meltdown"
11. "They Stood Up for Love"
12. "We Walk in the Dream"
13. "Dance With You"